# Дрізд золотистий
Дрізд золотистий (Turdus chrysolaus) — вид горобцеподібних птахів родини дроздових (Turdidae). Мешкає в Східній Азії.

## Опис

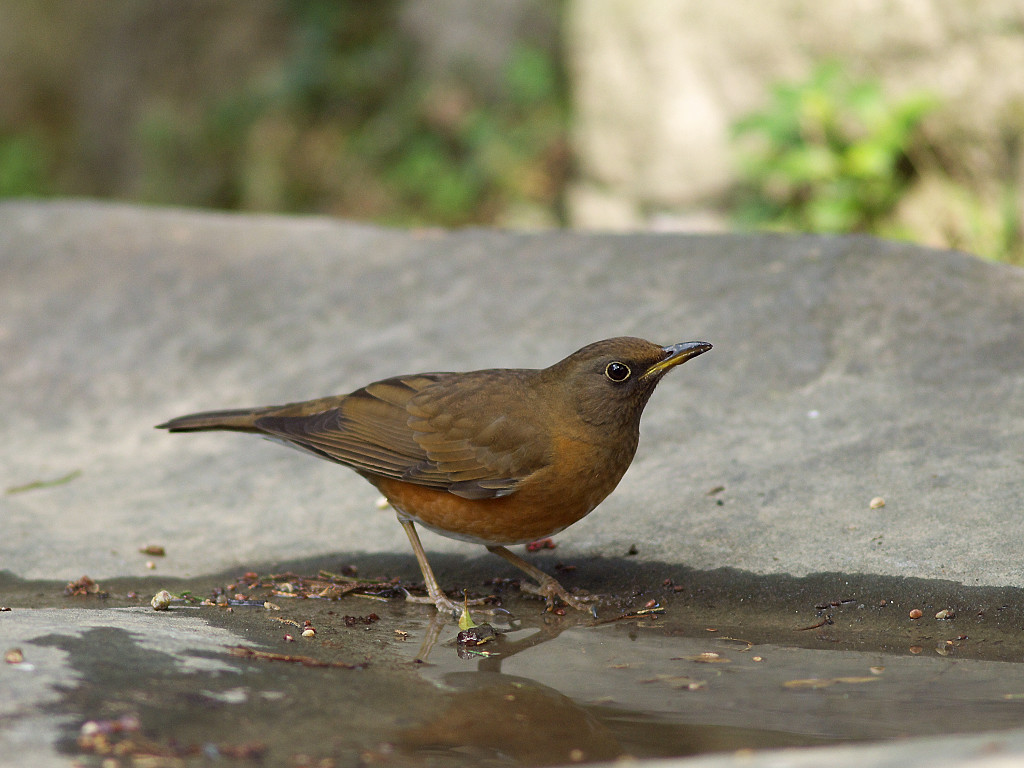
Золотистий дрізд (Тайвань)

Довжина птаха становить 23,5-24, вага 60-95 г. У самців голова і шия сіруваті, верхня частина тіла оливково-бура. Махові і стернові пера темно-бурі, крайні стернові пера мають вузькі білі края. Скроні, підборідді і горло темно-сірі або чорнуваті, груди і боки рудувато-коричневі, нижня частина грудей і живіт білі. Дзьоб коричневий, знизу біля основи жовтий. Самиці мають дещо блідіше забарвлення, горло і підборіддя у них поцятковані білими смужками. Представники підвиду T. c. orii вирізняються більшими розмірами і більшим дзьобом.

## Підвиди
Виділяють два підвиди:
- T. c. orii Yamashina, 1929 — Сахалін, Курильські острови. Зимують в Японії та на островах Рюкю;
- T. c. chrysolaus Temminck, 1832 — Хоккайдо, Хонсю. Зимують на півдні Японії та в Східній Азії.

Чорноголовий дрізд раніше вважався підвидом золотистого дрозда.

## Поширення і екологія
Золотисті дрозди гніздяться в Японії і Росії. У вересні-листопаді вони мігрують на південь, досягаючи островів Рюкю, Тайваня, Хайнаня і північних Філіппін, повертаються на північ у квітні-травні. На міграції вони регулярно трапляються в Кореї та на східному узбережжі Китаю. Золотисті дрозди живуть в широколистяних і мішаних лісах на узліссях і галявинах, на висоті до 2400 м над рівнем моря, переважно на висоті від 700 до 1500 м над рівнем моря. Живляться комахами та іншими безхребетними, а також ягодами і плодами. Сезон розмноження на Сахаліні триває з кінця травня по липень, в Японії з травня по серпень. Гніздо чашоподібне, робиться з гілок, стебел, листя, кори, моху і глини, встелюється м'яким рослинним матеріалом. В кладці 3-4 блакитнувато-зелених яйця, поцяткованих фіолетовими і темно-бурими плямками. Інкубаційний період триває 13 днів, пташенята покидають гніздо через 14-16 днів після вилуплення.